# Soul Man
Soul Man (Alternativtitel: Soulman) ist eine US-amerikanische Filmkomödie aus dem Jahr 1986. Die Regie führte Steve Miner, das Drehbuch schrieb Carol Black. Die Hauptrollen spielten C. Thomas Howell und Rae Dawn Chong.

## Handlung
Der aus Los Angeles stammende Mark Watson bekommt ebenso wie sein Freund Gordon Bloomfeld einen Studienplatz an der Harvard Law School der Harvard University. Da ihm jedoch sein Vater aus einer Laune heraus die finanzielle Unterstützung sperrt, braucht er ein Stipendium. Als Mark erfährt, dass das einzige verfügbare Stipendium nur an Afroamerikaner vergeben wird, färbt er seine Haut mittels Bräunungspillen künstlich schwarz und bekommt das Stipendium.
An der Universität gerät Mark an Professor Banks, einen Afroamerikaner. Banks macht Watson klar, dass er bei seinen Studenten keine Bevorzugung bezüglich ihrer Rasse (positive discrimination) praktiziert; im Laufe der Zeit aber erntet Mark mit seiner harten Arbeit Banks’ professionelle und persönliche Achtung. Allerdings muss Mark feststellen, dass das Leben eines Afroamerikaners selbst in den 1980er-Jahren noch von Vorurteilen geprägt ist; sei es eher positiv (vonseiten seiner ethnophilen Kommilitonin Whitney) oder negativ (in Gestalt zweier Studenten, die gerne rassistische Witze reißen), außerdem erlebt er Diskriminierung durch die Polizei.
Watson begegnet der aus San Diego stammenden afroamerikanischen Kommilitonin Sarah Walker, die jobbt, um das Studium zu finanzieren. Sarah ist alleinerziehende Mutter eines kleinen Sohnes, und um sich das Studium leisten zu können, hatte sie auf dasselbe Stipendium gehofft, welches Mark erhalten hat. Diese Tatsache verursacht Mark im Laufe der Zeit immer größere Gewissensbisse, zumal er sich ernsthaft in Sarah verliebt.
Eines winterlichen Tages kommen überraschend Marks Eltern zu Besuch. Da Mark immer noch unter Tarnung steht, empfängt er sie zuerst vermummt, doch zeitgleiche Besuche von Sarah und Whitney lassen den Tag schließlich in eine Katastrophe enden. Nachdem er erkannt hat, dass es so nicht weitergehen kann, enthüllt Mark in aller Öffentlichkeit die Tatsache, dass er in Wirklichkeit ein Weißer ist.
Um seinen Betrug zu sühnen, verpflichtet Mark sich, das unrechtmäßig erhaltene Stipendium zurückzuzahlen. Banks fragt ihn, ob er etwas aus der Geschichte gelernt habe, da er nun weiß, wie es sich anfühlt, Afroamerikaner zu sein. Watson antwortet, er wisse es nicht, denn er habe die ganze Zeit die Möglichkeit gehabt, die schwarze Haut aufzugeben, was für die echten Afroamerikaner nicht möglich sei. Banks drückt daraufhin seinen Respekt vor Marks Erkenntnis aus und sichert ihm weiterhin seine persönliche Unterstützung zu. Zu guter Letzt beschließt Sarah, Mark seine Fehler zu verzeihen und ihrer Beziehung eine zweite Chance zu geben.

## Veröffentlichung
In Deutschland kam Soul Man am 21. Mai 1987 in die Kinos. Im Dezember 1987 wurde der Film auf Video veröffentlicht und am  6. November 2000 auf DVD.

## Kritiken
Roger Ebert schrieb in der Chicago Sun-Times vom 24. Oktober 1986, das Konzept der Komödie sei „vielversprechend“, der Film sei jedoch „gehirnlos“ („lame-brained“). Er lobte lediglich die Darstellungen von Rae Dawn Chong und James Earl Jones.
Rita Kempley bezeichnete den Film in der Washington Post vom 24. Oktober 1986 als „peinlich“ („embarrassing“).

Der Film wurde auch kritisiert, weil er eine moderne Form des  sogenannten Blackface betreiben würde, was auch zu einigen Demonstrationen führte.  2008 schrieb der Kritiker der New York Press Armond White, der Film habe den Aufstieg Obamas vorhergesagt, der auch in Harvard seinen Abschluss gemacht hatte. Seiner Meinung nach war es der beste Film, der in Harvard spielt.
Das Lexikon des internationalen Films sieht in dem Film einen „[p]roblematische[n] Versuch, mit komödiantischen Mitteln Rassismus anzuprangern und Toleranz und Humanität unter den Rassen zu propagieren.“ Dabei würden „Klamauk und geschmacklose Entgleisungen […] die aufklärerische Absicht [behindern].“